# 上総八幡藩
上総八幡藩（かずさやわたはん）は、上総国市原郡八幡（現在の千葉県市原市八幡）を居所として、江戸時代前期に存在した藩。1668年、上総苅谷藩主であった堀氏が居所を移して成立。1698年、越後椎谷藩に転出して廃藩となった。

## 歴史
寛文8年（1668年）8月、堀直良は父・直景の隠居に伴い家督を相続して上総苅谷藩主となる。直良は同年9月にはじめて国許に入る暇を与えられているが、同年中に夷隅郡苅谷から市原郡八幡に居所を移した。八幡への移転は、湊町であることからの利便性ゆえと見られる。これにより上総八幡藩が立藩した。
堀家の領地は、上総苅谷藩時代の寛文4年（1664年）時点で、越後国（5500石）、上総国（夷隅郡・埴生郡・市原郡・長柄郡の4郡内、4120石余）および下総国、武蔵国にまたがっていた。この越後国の領地は、直良の祖父・堀直之（のちに町奉行・寺社奉行を務める）に与えられた知行地が由来で、大身旗本となった直之ははじめ越後椎谷を居所とし、上総で加増を受けた際に上総苅谷に居所を移したという経緯がある。
市原郡八幡村は、村高が1379石余（元禄郷帳）という大きな村で、複数の領主の相給となっており、堀家も八幡村の一部のみの領主であった。貞享3年（1686年）には大久保忠高も八幡村で別個に陣屋を構えたとされる（後述）。
元禄4年（1691年）に、八幡宿の八幡宮（飯香岡八幡宮）の改修には堀家（堀飛騨守）が造営料を出している。
元禄4年（1691年）2月、直良は49歳で死去し、跡を子の堀直宥が11歳で継いだ。直宥は同年中に国許に入っている。元禄11年（1698年）3月に領地が越後国に移され、居所を刈羽郡椎谷に移転した（椎谷藩の立藩）。これにより八幡藩は廃藩となった。

## 歴代藩主
堀家
1万石、譜代
1. 直良
2. 直宥

## 陣屋と陣屋町

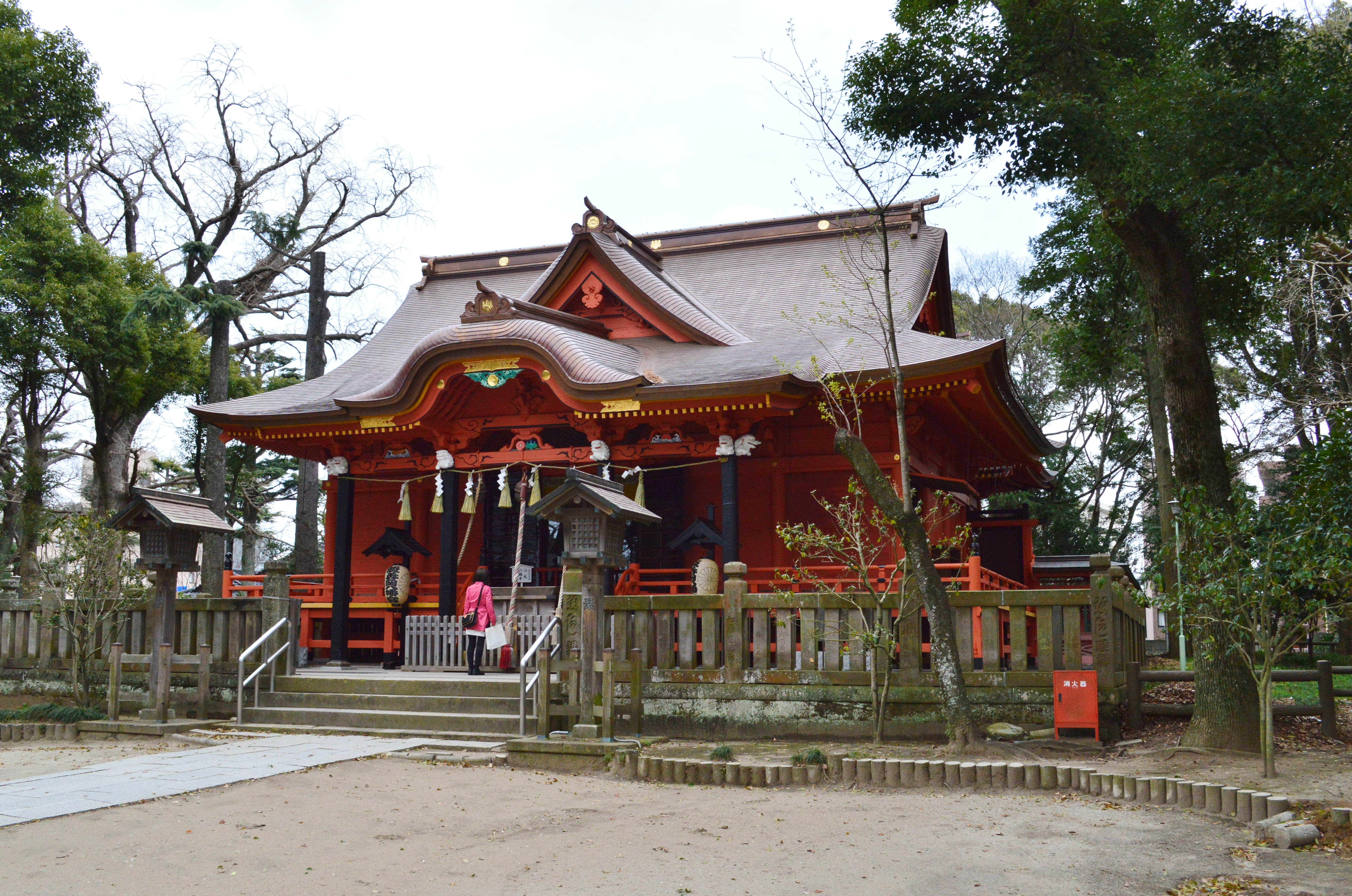
飯香岡八幡宮拝殿（千葉県指定有形文化財）。元禄4年（1691年）に造営された建物で、堀家も造営費の一部を出している。

八幡は古くは江田郷と呼ばれた地域の一部で、八幡宮（飯香岡八幡宮）の存在により室町時代ごろより「八幡村」という地名が用いられるようになった。天正年間（1573年 - 1592年）には八幡宮の門前町であるとともに、近世に房総往還と呼ばれることになる交通路の宿場町になっていたと考えられ、江戸期に入ると江戸に近いことからも内房有数の湊町として発展した。
堀家の陣屋が八幡のどこにあったかははっきりしないが、飯香岡八幡宮の一角に蔵地があった。『房総における近世陣屋』は、八幡宮付近でなく仲町でないならば、妙長寺付近か浜本町付近ではないかとの推測を記す。

### 仲町の「八幡陣屋」
八幡には17世紀後半、堀家（1万石）の陣屋のほかに大久保忠高（8500石→1万石）の陣屋が置かれたとされる。ただし、大久保氏の居所は八幡と公称されておらず、「八幡藩」とは見なされていない。
八幡の字仲町（JR内房線八幡宿駅西口北側）には「八幡陣屋」の跡と伝えられる場所がある。この陣屋は大久保家の陣屋とされる（堀家の陣屋とはしばしば混同されるという）。ただし、堀家の陣屋である可能性を否定しない見解もある。
大久保忠高は徳川綱吉の側近として昇進を重ねた人物で、貞享元年（1684年）に上総国で加増を受けて2000石の加増を受けており、八幡はこのとき知行地に含まれたと考えられる。貞享3年（1686年）に1500石を加増され、1万石に達して大名になった。『寛政重修諸家譜』によれば、この時の忠高の知行地は7000石で、蔵米3000俵を含めて1万石という。近代に編纂された『上総国町村誌』や『千葉県市原郡誌』によれば、大久保忠高はこの貞享3年（1686年）に八幡の仲町に陣屋を築いた。忠高は元禄10年（1697年）に所領を近江国に移されており、大久保氏の八幡陣屋はこの時に廃されたと見られる。
ただし、大久保氏が仲町に陣屋を置いたことについては、伝承であるとして慎重に捉える見方もある。陣屋跡と伝えられる場所の一角では2001年に発掘調査も行われ、建物跡の遺構や陶器片（沈下防止のため敷き詰められたもの）などの遺物が見つかってはいるが、近世初期の陣屋跡の遺構と確定されていない。